# 三森幹雄
三森 幹雄（みもり みきお、文政12年12月16日（1830年1月10日） - 明治43年（1910年）10月17日）は、江戸末期から明治初期の俳人。11世春秋庵。正岡子規によって攻撃された旧派句会を代表する俳人の一人である。

## 経歴
福島県石川町（当時形見村）の農家に生まれた。本名は三森寛、幼名は菊治。染物屋で徒弟を務めた後、半田銀山や宮城県岩沼の藍染商人の手代として働いた。その間、地方の師匠のもとで俳句を学ぶ。26歳で、江戸に出奔し志倉西馬に弟子入りした
。
明治6年（1873年)、幹雄が44歳の時に明治政府の文化政策として国民教化のために教導職を設けることになった。当初神官が行うはずであったが数が足りず、僧侶も任命された。その際、永平寺住職の環渓が俳諧宗匠を教導職に推薦し、為山、等栽、春湖の三人が教導職となった。それに不満を持った幹雄が教部省に進達し、試験による選考が行われることとなり、幹雄も教導職となった。幹雄は教導職訓導となり、明倫講社を組織して、明治13年（1880年)に俳誌「俳諧明倫雑誌」を創刊した。
明治17年（1884年)、教導制度が廃止されると「神道芭蕉派明倫協会」に改組し神道の一派として独立させ、独自の教導職資格の発行も行い、会員を増やした。
学生であった正岡子規も、東北旅行に際して幹雄を訪ね、地方の宗匠への推薦状を書いて貰っている。しかし、訪ねた宗匠の学識に疑問を持ち、子規は旧派と対立するようになる。
明治26年（1893年）、春秋庵を継ぎ、俳壇での立場はさらに安定し、明治30年代になっても、都新聞や雑誌「太陽」での俳人の人気投票では上位にいる。
明治41年（1908年）、春秋庵を長男三森準一に譲り、天壽老人と号した。明治43年（1910年）10月17日、82歳で死去。著書に『俳諧自在』『俳諧名誉談』『歳時記季寄』『文學心の種』などがある。

## 関連文献
- 関根林吉「三森幹雄評伝 １～８」俳句 27(4)～(10)(12), 1978.4～11